# Stanghelle Station
Stanghelle Station (Stanghelle stasjon) er en jernbanestation på Bergensbanen, der ligger ved byområdet Stanghelle i Vaksdal kommune i Norge. Den består af krydsningsspor, sidespor, to perroner med læskure, en mindre parkeringsplads og en tidligere stationsbygning i træ. Stationen ligger med udsigt over Veafjorden.
Stationen åbnede som holdeplads sammen med Vossebanen, nu en del af Bergensbanen, 11. juli 1883. Den blev opgraderet til station i 1919. Den blev fjernstyret 28. juni 1979 og gjort ubemandet 1. juli samme år.